# Jon Ludvig Hammer
Jon Ludvig Hammer (2 de juny de 1990) és un jugador d'escacs noruec que té el títol de Gran Mestre Internacional des del 2009. És amic i segon de Magnus Carlsen.
A la llista d'Elo de la FIDE del febrer de 2022, hi tenia un Elo de 2613 punts, cosa que en feia el jugador número 3 (en actiu) de Noruega i 189 del món. El seu màxim Elo va ser de 2705 punts, a la llista del febrer de 2016.

## Resultats destacats en competició
El 2009 representant Noruega obtingué la medalla d'or individual al primer tauler al Campionat d'Europa per equips ocupant el primer tauler amb el resultat particular de 6½ punts de 9 i una performance de 2792. El juliol del 2012 fou campió de l'Obert d'Andorra amb 7 punts de 9, els mateixos punts que Kiril Gueorguiev, Miquel Illescas Córdoba i Julen Luís Arizmendi Martínez.
Fou nominat per a jugar la Copa del Món de 2013 on derrotà Sergei Movsesian a la primera ronda i David Navara a la segona ronda, però fou eliminat a la tercera ronda per Gata Kamsky. El 2013 fou Campió de Noruega amb 7 punts de 9.
El gener del 2016 fou segon a la "Rilton Cup" amb 7½ punts de 9, a mig punt del campió Maksim Rodshtein.